# Ferdinand Jan Ormeling Sr.

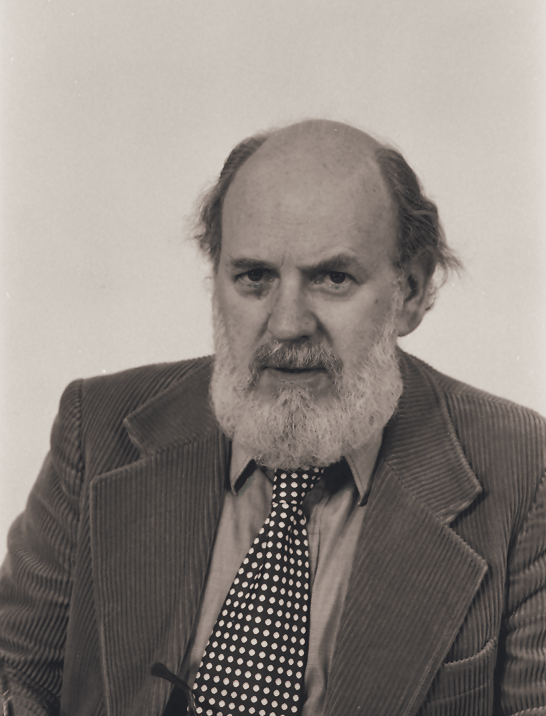
Foto: Foto Archief ITC Enschede

Ferdinand Jan Ormeling Sr. (* 12. April 1912 in Amsterdam; † 1. Mai 2002 in De Bilt) war ein niederländischer Geograph und Kartograf, der für seine wissenschaftlichen, didaktischen und organisatorischen Fähigkeiten große nationale und internationale Anerkennung erlangte.

## Leben
Nach dem Studium der Humangeographie bei Professor Louis van Vuuren an der Universität Utrecht war Ormeling mehrere Jahre Sekundarschullehrer in Hilversum und Den Haag. Nach dem Zweiten Weltkrieg ging er als Militärfreiwilliger nach Niederländisch-Indien und diente dort als Geheimdienstoffizier. Von dort wurde er an das Geographische Institut des Topographischen Dienstes in Batavia versetzt, dessen erster Direktor er wurde. 1955 promovierte er an der Universität Indonesia in Jakarta mit einer Arbeit über die Entwicklung Timors. Zurück in den Niederlanden trat er dem bekannten Atlas- und Schulbuchverlag J. B. Wolters in Groningen bei. Er gründete das Geokartographische Institut innerhalb des Unternehmens; in 22 Jahren gab er neun Ausgaben (die 40. im Jahr 1959 bis zur 48. im Jahr 1976) des bekannten Grote Bosatlas heraus. Er steigerte die wissenschaftliche Qualität und den didaktischen Wert des Atlasses unter anderem durch die Einführung hunderter thematischer Karten und ein klareres Kartenbild. Er modernisierte auch den Kleinen Bosatlas in fünf Auflagen. Er wurde 1964 als Professor für Wirtschaftsgeographie an die Universität Amsterdam berufen und gründete ein Forschungsinstitut auf diesem Gebiet.

## Delft
Nach seiner Ernennung zum Professor am International Institute for Geo-Information Science and Earth Observation (ITC) in Delft im Jahr 1971 konnte er erneut seine organisatorischen Begabungen einsetzen. Für die zum Zeitpunkt seiner Berufung gegründete Abteilung Kartographie gelang es ihm, ein hochproduktives Team aus diversen spezialisierten und motivierten Mitarbeitern zusammenzubringen und ein hochwertiges Ausbildungsprogramm auf vier Stufen (Techniker, Technologe, Bachelor und Master) aufzubauen. Es umfasste Themen wie Regionalplanung, Kartographie und Automatisierung. Seine Abteilung wurde bald die zweitgrößte im ITC. Die Zahl der Zulassungsanträge von überwiegend ausländischen Studierenden war um ein Vielfaches höher als die Zahl der verfügbaren Studienplätze. Aufgrund der hohen Qualität von Lehre und Forschung hat Ormeling die Ausbildung der bis dahin relativ unbekannten Disziplin der Kartographie den ingenieurwissenschaftlichen Studiengängen des ITC gleichgestellt. Die Ausbildung ausländischer Studenten hat in vielen Teilen der Welt zur Einführung oder erheblichen Verbesserung der Kartierung geführt, was eines der Ziele des ITC ist. Teilweise dank Ormeling war das ITC eine der ersten Institutionen in den Niederlanden, die chinesisches Interesse genoss. Die Abteilung für Kartografie trat auch einer Partnerschaft bei, die die Abteilung für Kartografie der Universität Utrecht mit der Abteilung für Geodäsie der Technischen Universität Delft eingegangen war. Die Abteilung trug auch zu den Aktivitäten der Nederlandse Vereniging voor Kartografie (Niederländischer Verband für Kartografie) bei, wie Studientagen und Sommerkursen für Lehrer und andere Interessenten in Kartografie.

## Internationale Vorstandsposten
Gleichzeitig förderte Ormeling während seiner langen Vorstandsmitgliedschaft (23 Jahre) der Internationalen Kartographischen Vereinigung (ICA) die praktische Praxis der Kartographie weltweit. Er war zunächst Generalsekretär (1968–1976) und dann Präsident der ICA (1976–1984). In diesen Funktionen erhöhte er mit großer Diplomatie und seinem echten Interesse an anderen Kulturen, insbesondere in Entwicklungsländern, die Zahl der teilnehmenden Länder erheblich: von 24 auf 59. Von großer Bedeutung waren die ICA-Workshops, die Ormeling in Nairobi (1978), Jakarta (1980) und Wuhan (1981) organisierte. Er war Ehrenmitglied vieler nationaler kartographischer Vereinigungen. Das ICA würdigte seine Tätigkeit mit der Verleihung seiner höchsten Auszeichnung, der Carl-Mannerfelt-Goldmedaille, im Jahr 1987. Auch als Geograph blieb Ormeling seiner Herkunft treu. Von 1967 bis 1970 war er Vorsitzender der Königlich Niederländischen Gesellschaft für Erdkunde (KNAG). Zuvor war er 10 Jahre lang Vorsitzender der kartographischen Sektion der Gesellschaft, die er 1957 mitbegründete.

## Kartographische Sammlungen
Ormeling war ein großer Sammler von Lehrbüchern, Monographien, Tagungsbänden etc. auf dem Gebiet der Kartographie. Seine Sammlung umfasste viele wichtige kartografische Publikationen aus allen Teilen der Welt. Nach seinem Tod schenkte seine Familie die wertvolle Sammlung dem ITC. Die Ormeling-Sammlung wird von der Bibliothek des ITC verwaltet und durch neuere Editionen ergänzt. Seine große Atlassammlung befindet sich zusammen mit der seines Sohnes Ferjan Ormeling Jr. im Kartensaal der Universitätsbibliothek der Universität Utrecht.